# Фрюденлунн, Олаф
Олаф Эмиль Фрюденлунн (норв. Olaf Emil Frydenlund; 16 июня 1862 года, Тюне — 8 апреля 1947, Аремарк) — норвежский стрелок, серебряный призёр летних Олимпийских игр 1900 и призёр чемпионатов мира.
В 1897 году на чемпионате мира в Лионе стал серебряным призёром в стрельбе среди команд. На чемпионате мира 1899 он получил бронзу в индивидуальной стрельбе стоя.
На Олимпийских играх в Париже участвовал в соревнованиях по стрельбе из винтовки. В стрельбе стоя он занял 16-е место с 271 очками, с колена 27-ю позицию с 259 баллами, и лёжа 22-е место с 287 очками. В стрельбе из трёх позиций, в которой все ранее набранные очки складывались, Фрюденлунн стал 24-м. В командном соревновании его сборная стала второй, получив серебряные медали.